# Archistes
Archistes là một chi cá bống biển nguồn gốc ở miền bắc Thái Bình Dương.

## Loài
Hiện tại có hai loài được công nhận trong chi này:
- Archistes biseriatus (C. H. Gilbert & Burke, 1912) (Scaled sculpin)
- Archistes plumarius D. S. Jordan & C. H. Gilbert, 1898 (Plumed sculpin)